# Proganochelyidae
Famille
Les Proganochelyidae forment une famille éteinte de tortues.
Ses membres vivaient durant le Trias supérieur et au Jurassique inférieur. Elle comprend les genres Proganochelys et Triassochelys.